# Олисадебе, Эммануэль
Эммануэ́ль Олисаде́бе (англ. Emmanuel Olisadebe; род. 22 декабря 1978, Варри) — польский футболист, нападающий. Натурализованный нигериец, после получения польского гражданства успешно выступал за национальную сборную, в которой стал первым чернокожим игроком за всю её историю. Принимал участие в чемпионате мира 2002 года в Южной Корее и Японии.

## Клубная карьера
Олисадебе приехал в Польшу в 1997 году и пробовался в клубах «Висла» (Краков) и «Рух» (Хожув) прежде чем подписать контракт с варшавской «Полонией». Первый сезон в польском клубе оказался неудачным — Олисадебе забил лишь один гол, но уже в сезоне 1999/00 он стал одним из самых результативных игроков польского высшего дивизиона и сыграл решающую роль в завоевании «Полонией» титула чемпиона страны. В 2000 году он получил польское гражданство и стал регулярно выступать за национальную команду.
Успехи Олисадебе в сборной привлекли внимание европейских футбольных клубов, и в 2001 году он подписал контракт с «Панатинаикосом». В «Панатинаикосе» в полной мере раскрылись футбольные таланты Олисадебе. Он сыграл за клуб 82 матча и забил 24 гола; в 2004 году клуб сделал дубль, став чемпионом Греции и выиграв кубок страны. Однако многочисленные травмы колена, которые преследовали Олисадебе во время пребывания в рядах «Панатинаикоса», несколько подорвали его спортивную форму и снизили его результативность как бомбардира.
В начале 2006 года он был отдан в аренду английскому «Портсмуту», чьему тренеру Харри Реднаппу было очень нужно усиление для избежания вылета из Премьер-лиги. Реднапп пытался составить из Олисадебе и Бенджани Мварувари атакующий дуэт, который бы помог клубу остаться за пределами «зоны вылета» (последних трёх мест в турнирной таблице). К сожалению, Олисадебе сыграл за «Портсмут» лишь два матча и не забил ни одного гола; по окончании аренды он вернулся в «Панатинаикос», где сразу был снова отдан в аренду, в этот раз в другой греческий клуб «Ксанти».
В «Ксанти» Олисадебе пробыл недолго, после чего перешёл в кипрский клуб АПОП. В марте 2008 года он отправился на просмотр в клуб китайской Суперлиги «Далянь Шидэ». Однако контракт ему предложен не был по причине его неважной физической формы после недавней очередной травмы колена. После отказа «Даляня» ему предложил соглашение другой китайский клуб, «Хэнань Цзянье». В своём втором матче за эту команду в третьем туре китайской Суперлиги 2008 года против клуба «Ляонин» он забил 2 гола и его игра была высоко оценена китайской спортивной прессой.

## Национальная сборная
В составе студенческой сборной Нигерии участвовал в летней Универсиаде 1995 года в японской Фукуоке. Команда заняла 10-е место, но забивший в трёх матчах пять голов Эммануэль стал одним из шести лучших бомбардиров турнира.
В 2000 году Олисадебе получил польское гражданство; это стало возможным благодаря ходатайству легендарного польского футболиста прошлых лет Збигнева Бонека, который убедил президента Польского футбольного союза Михала Листкевича и президента страны Александра Квасьневского в целесообразности этого мероприятия. В том же году Олисадебе начал играть в составе первой сборной Польши, в которой он стал первым чернокожим футболистом за всю её историю. Своими голами, забитыми во время матчей квалификационного турнира, он сделал неоценимый вклад в выход команды Польши в финальную часть чемпионата мира, впервые с 1986 года. Его успехи в составе сборной принесли ему большую популярность среди польских болельщиков.
Олисадебе впервые вышел на поле в составе сборной 16 августа 2000 года в товарищеском матче против сборной Румынии в Бухаресте. Через две недели он впервые принял участие в квалификационном матче к чемпионату мира 2002; это был матч против сборной Украины, который проходил в Киеве 2 сентября 2000 года. Украина считалась основным соперником Польши в борьбе за второе место в группе 5, первое место в которой заранее отдавалось сборной Норвегии, которая считалась бесспорным фаворитом. Матч с Украиной обещал быть тяжёлым, и немногие были уверены в победе Польши, однако благодаря двум голам Олисадебе и заработанному им же пенальти сборная Польши одержала верх со счетом 3:1.
Во время этого квалификационного турнира Олисадебе забил ещё шесть мячей; Польша заняла в группе первое место и впервые с 1986 года вышла в финальный турнир мирового первенства. Фавориты группы норвежцы неожиданно очутились лишь на четвёртом месте, уступив не только Польше, а также Украине и Беларуси; Украина, которая заняла второе место в группе, проиграла стыковые матчи сборной Германии и на чемпионат мира не попала.
В финальной части соревнований Польша выступила неудачно, из трёх групповых матчей выиграв лишь один — против сборной США — в котором Олисадебе забил гол. Таким образом Олисадебе сумел побить прежний рекорд количества мячей, забитых польским футболистом в матчах одного цикла чемпионата мира, включая квалификационные матчи (9 голов, из которых один, — в матчах финальных соревнований). До этого рекорд принадлежал Гжегожу Лято, который забил 8 мячей в матчах чемпионата мира 1974 года (правда, 7 из них были забиты в матчах финального турнира). Это был 11-й и последний гол Олисадебе за сборную Польши. Последний матч за сборную он провёл в 2004 году.

## Достижения
Командные
- Чемпион Польши: 2000
- Обладатель Кубка польской лиги: 2000
- Обладатель Суперкубка Польши: 2000
- Чемпион Греции: 2004
- Обладатель Кубка Греции: 2004

Личные
- Лучший футболист года в Польше: 2001